# Christophe Moreau

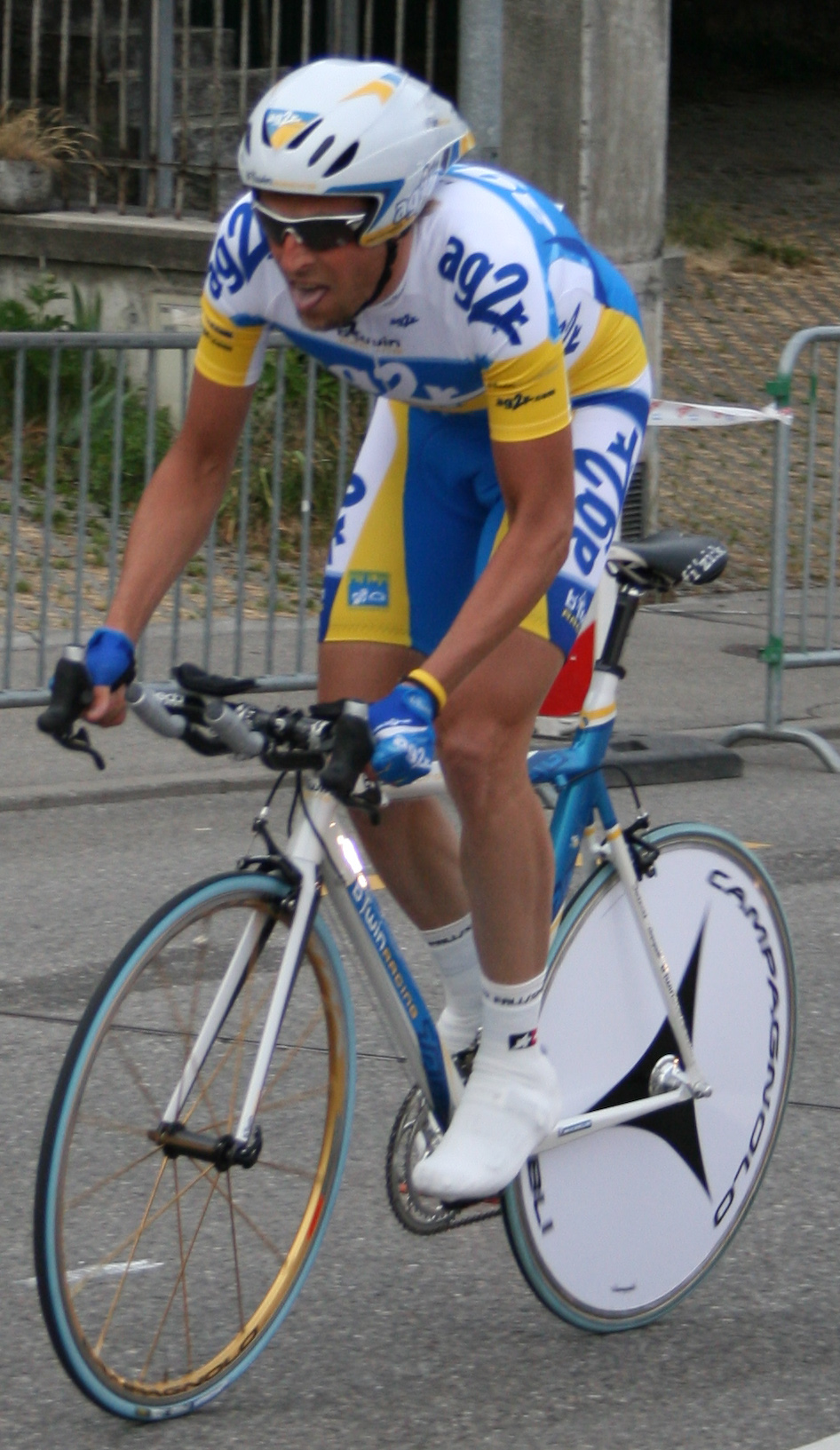
Christophe Moreau al Tour de Romandia 2007

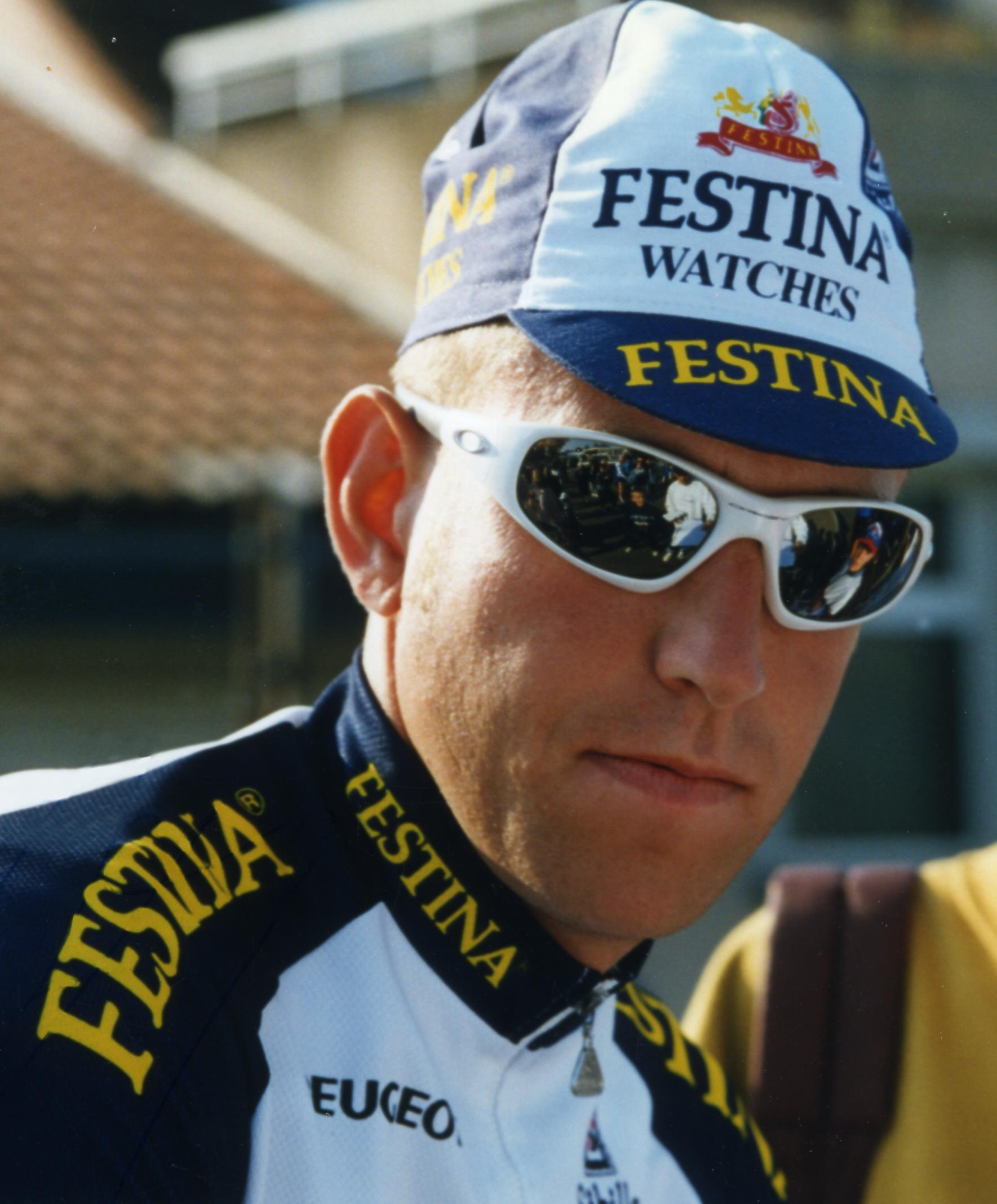
Christophe Moreau a la París-Tours 1997

Christophe Moreau (Vervins, Picardia, 12 d'abril de 1971) va ser un ciclista francès, que fou professional entre 1995 i 2010.
En el seu palmarès destaquen les dues victòries al Critèrium del Dauphiné Libéré, el 2001 i el 2007, el Campionnat de França de ciclisme en ruta de 2007 i, sobretot, el pròleg del Tour de França de 2001 que li va servir per portar el mallot groc de líder durant dues etapes.
En el seu historial també hi ha algun punt fosc, com el cas de dopatge que va protagonitzar el 1998 per EPO i l'haver estat implicat en el cas Festina aquell mateix any i que li va suposar una sanció de sis mesos.

## Palmarès
- 1994
  -  Medalla de plata al Campionat del món de 100 km contrarellotge per equips
  - 1r a la París-Mantes
- 1996
  - 1r a la Volta a Xile
  - Vencedor d'una etapa del Tour de l'Avenir
- 1998
  - 1r al Critèrium Internacional i vencedor d'una etapa
  - Vencedor de 2 etapes de la Ruta del Sud
- 1999
  - 1r al Tour du Poitou-Charentes i vencedor d'una etapa
  - Vencedor d'una etapa de la Ruta del Sud
- 2000
  - Vencedor d'una etapa del Gran Premi del Midi Libre
- 2001
  - 1r al Critèrium del Dauphiné Libéré
  - 1r al Memorial Voegeli
  - 1r al Gran Premi EnBW (amb Florent Brard)
  - Vencedor d'una etapa al Tour de França
- 2002
  - Vencedor d'una etapa dels Quatre dies de Dunkerque
- 2003
  - 1r als Quatre dies de Dunkerque i vencedor de 2 etapes
- 2004
  - 1r al Trofeu dels Escaladors
  - 1r al Tour del Llenguadoc-Rosselló i vencedor d'una etapa
- 2007
  -  Campió de França en ruta
  - 1r al Critèrium del Dauphiné Libéré i vencedor de 2 etapes

### Resultats al Tour de França
- 1996. 75è de la classificació general
- 1997. 19è de la classificació general
- 1998. Exclòs a la 7a etapa pel cas Festina
- 1999. 27è de la classificació general
- 2000. 4t de la classificació general
- 2001. Abandona (12a etapa). Vencedor del pròleg.  Porta el mallot groc durant 2 etapes
- 2002. Abandona (15a etapa)
- 2003. 8è de la classificació general
- 2004. 12è de la classificació general
- 2005. 11è de la classificació general
- 2006. 7è de la classificació general
- 2007. 37è de la classificació general
- 2008. Abandona (7a etapa)
- 2009. 29è de la classificació general
- 2010. 22è de la classificació general